# Johannes Choinan
Johannes Choinan (niedersorbisch Jan Chojnan; * 24. August 1616 in Petershain; † 1664 in Lübbenau) war ein sorbischer Sprachforscher und evangelischer Pfarrer. Er verfasste die älteste erhalten gebliebene niedersorbische Grammatik und ist ein Mitbegründer der sorbischen Schriftsprache.
Choinan war in der Mitte des 17. Jahrhunderts als evangelischer Pfarrer an der Dorfkirche Zerkwitz tätig. Zur Gemeinde gehörten sowohl sorbische als auch deutsche Mitglieder. Auf der Grundlage des Cottbuser Dialekts erarbeitete Choinan eine niedersorbische Grammatik, die er 1650 fertigstellte, die aber ungedruckt blieb. Choinan arbeitete erstmals mit dem Mittel des Sprachvergleichs.
An ihn erinnert eine Widmung in einer Taufschale aus dem Jahr 1650, die sich in der Dorfkirche Zerkwitz befindet. Im heute zu Lübbenau gehörenden Zerkwitz ist auch eine Straße nach ihm als Johannes-Choinan-Straße benannt.